# Piribedil
Piribedilul este un medicament antiparkinsonian derivat de piperazină ce este utilizat în tratamentul bolii Parkinson. Calea de administrare disponibilă este cea orală. Este un agonist al receptorilor dopaminergici de tipul D2 și D2, dar acționează și ca antagonist al receptorilor α2-adrenergici.
Molecula a fost patentată în 1978 și a fost aprobată pentru uz medical în anul 1989.

## Utilizări medicale
Piribedilul este utilizat în tratamentul bolii Parkinson, în asociere cu levodopa și carbidopa sau în monoterapie.